# Capitaniense
| Era Eratema | Periodo Sistema | Época Serie                | Edad Piso                      | Inicio, en millones de años |
| ----------- | --------------- | -------------------------- | ------------------------------ | --------------------------- |
| Paleozoico  | Pérmico         | Lopingiense Lopingiano     | Changhsingiense Changhsingiano | 254,2±0,1                   |
| Paleozoico  | Pérmico         | Lopingiense Lopingiano     | Wuchiapingiense Wuchiapingiano | 259,51±0,21                 |
| Paleozoico  | Pérmico         | Guadalupiense Guadalupiano | Capitaniense Capitaniano       | 264,28±0,16                 |
| Paleozoico  | Pérmico         | Guadalupiense Guadalupiano | Wordiense Wordiano             | 266,9±0,4                   |
| Paleozoico  | Pérmico         | Guadalupiense Guadalupiano | Roadiense Roadiano             | 274,4±0,4                   |
| Paleozoico  | Pérmico         | Cisuraliense Cisuraliano   | Kunguriense Kunguriano         | 283,3±0,4                   |
| Paleozoico  | Pérmico         | Cisuraliense Cisuraliano   | Artinskiense Artinskiano       | 290,1±0,1                   |
| Paleozoico  | Pérmico         | Cisuraliense Cisuraliano   | Sakmariense Sakmariano         | 293,52±0,17                 |
| Paleozoico  | Pérmico         | Cisuraliense Cisuraliano   | Asseliense Asseliano           | 298,9±0,2                   |
| Paleozoico  | Carbonífero     | Carbonífero                | Carbonífero                    | 358,86±0,19                 |
| Paleozoico  | Devónico        | Devónico                   | Devónico                       | 419,62±1,36                 |
| Paleozoico  | Silúrico        | Silúrico                   | Silúrico                       | 443,1±0,9                   |
| Paleozoico  | Ordovícico      | Ordovícico                 | Ordovícico                     | 486,8 ±1,5                  |
| Paleozoico  | Cámbrico        | Cámbrico                   | Cámbrico                       | 538,8±0,6                   |

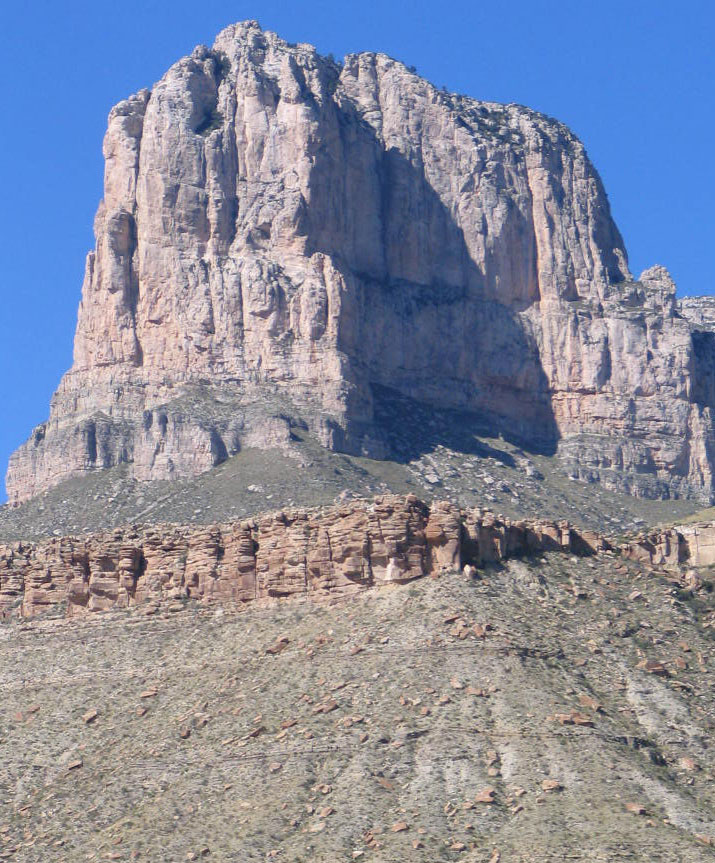
Sedimentos calizos arrecifales en El Capitán (sierra de Guadalupe, Texas, Estados Unidos), monte del que procede el nombre del piso)

El Capitaniense o Capitaniano es el tercer y último piso y edad del Guadalupiense en la escala temporal geológica. Sucede al Wordiense y precede al Wuchiapingiense (primer piso del Lopingiense). Se inició hace unos 264,28 millones de años y terminó hace unos 259,5 millones de años.
El Capitaniense se introdujo en la literatura científica por el paleontólogo estadounidense George Burr Richardson en 1904. El nombre procede del monte El Capitán (sierra de Guadalupe, Texas, Estados Unidos).

## Sección estratotipo y punto de límite global (GSSP)
La sección estratotipo y punto de límite global (GSSP) para la base del Capitaniense se encuentra en la sección de Nipple Hill en el condado de Culberson (estado de Texas, Estados Unidos). Se caracteriza por la primera aparición del conodonto Jinogondolella postserrata. El piso y el GSSP fueron aprobados por la Comisión Internacional de Estratigrafía y ratificados posteriormente por la Unión Internacional de Ciencias Geológicas en 2001.
El techo del Capitaniense se define por el GSSP de la base del Wuchiapingiense, que se caracteriza por la primera aparición del conodonto Clarkina postbitteri, que marca el fin del evento de extinción del Capitaniense..